# Batzenthal
Batzenthal (parfois Le Batzenthal), est originellement un lieu-dit à vocation agricole de la commune française d'Algrange en Moselle, celui-ci est devenu un quartier résidentiel à la fin des années 1950.

## Géographie
Batzenthal est situé dans le pays thionvillois, à environ 7 km à l'Ouest de Thionville et 1,5 km au Nord d'Algrange.
Ce quartier est traversé par une route départementale qui n'existait pas avant 1963.

## Toponymie
- Mentions anciennes : Huvelendal (ancien nom supposé) en 775[1], Bacendal en 1147[2], Batzendall en 1622[2], Batzendail en 1650[2], Balsandal en 1685[2], Batzandal en 1686[2], Batzental en 1692[2], Ballendal en 1708[2], Batzeler au xviiie siècle[2], Batzendahl en 1863[1], Batzenthal ou Batzendal en 1904[3].
- Étymologie : selon Ernest Nègre, ce toponyme se compose d'un nom de personne germanique Benzo suivi du mot tal (vallée)[4].

## Histoire
La ferme du Batzenthal est construite en 1726 puis détruite au début des années 1960, mais l'existence du lieu est beaucoup plus ancienne car il est mentionné en 1147 au minimum.
Après le traité des Pyrénées de 1659, Batzenthal dépend du bailliage de Thionville et est une annexe de la paroisse de Fontoy.
En 1863, Batzenthal est une ferme isolée située sur le ban d'Algrange et la taille du terrain de cette ferme est petite à cette époque.
En 1907, la ferme du Batzenthal est habitée par 7 personnes et c'est l'unique habitation du lieu-dit.
À la fin des années 1950, les premiers lotissements font leur apparition ; puis, dans les années 1960, le territoire originel de Batzenthal est agrandi afin d'en construire davantage.

## Enseignement, sport et loisirs
- L'école maternelle Batzenthal fait partie de l'Académie de Nancy-Metz en zone B[8]
- Stade du Batzenthal, construit dans les années 1970